# Speyeria calgariana
Speyeria calgariana är en fjärilsart som beskrevs av Mcdunnough 1924. Speyeria calgariana ingår i släktet Speyeria och familjen praktfjärilar. Inga underarter finns listade i Catalogue of Life.